# Magyargencs
Magyargencs is een plaats (község) en gemeente in het Hongaarse comitaat Veszprém. Magyargencs telt 618 inwoners (2001).